# Bitwa pod Szmańkowcami
Bitwa pod Szmańkowcami – bitwa pomiędzy wojskami Rzeczypospolitej i Imperium Osmańskiego stoczona 6 lutego 1624 roku w pobliżu wsi Szmańkowce. Zakończyła się zwycięstwem połączonych sił Rzeczypospolitej.

## Historia
Miejscem bitwy była wieś Szmańkowce (obecnie rejon czortkowski, obwód tarnopolski na Ukrainie). Wojska polskie pod dowództwem hetmana polnego koronnego Stanisława Koniecpolskiego starły się z hordą tatarską dowodzoną przez synów murzy Ordy Budziakskiej emir-ul-umara Kantymira Murzy, który wcześniej splądrował sześć miast i 70 wsi na ziemi halickiej województwa rosyjskiego. Nogajowie próbowali uprzedzić atak na swój obóz i zaczęli szturmować obóz polski piechotą, jednak kontratak ciężkiej kawalerii dowodzonej przez samego hetmana doprowadził do ich klęski i śmierci dwóch synów Kantymira – Dżantymira i Mehmeda (według innej wersji jeden z braci, prawdopodobnie Mehmed, uciekł). Jazda polska ścigała Tatarów aż do lasu za wsią Oryszkowce. Uciekinierzy z pola bitwy ostrzegli inną hordę dowodzoną przez Alego Murzę, która miała obóz w pobliżu miasta Jazłowiec (obecnie wieś w rejonie buczackim), o zbliżaniu się wojsk królewskich i Murza tego samego dnia nakazał odwrót na Bukowinę. Wiadomo, że podczas bitwy panowały tak silne mrozy, że ręce żołnierzy przymarzały do broni, a sam hetman polny stracił palec na skutek odmrożenia.
Niektórzy historycy wskazują na udział w tej bitwie rotmistrza Stefana Chmieleckiego, choć de facto jego jednostką dowodził Jan Dzik. Stało się tak, ponieważ Chmielecki został ranny strzałą podczas zwycięskiej bitwy gdzieś na Podolu z dużą hordą Nogajów dowodzoną przez Sarmasza-Murzę. W liście epistolarnym wojewody kijowskiego Tomasza Zamoyskiego błędnie wskazane jest inne miejsce bitwy – sąsiednia wieś Zalesie.

### Zestawienie sił
Wojsko Polskie:
- żołnierze – 3500
- ochotnicy – 1500

Oddziały Imperium Osmańskiego:
- około 5000 osób

## Źródła
- Іван Тимів, Напад татар на Поділля і Прикарпаття взимку 1624 р. // Наукові записки з української історії: збірник наукових статей. 2015. Вип. 37. С. 13–16.
- Diariusze o walkach z Tatarami. Rozprawa szczęśliwa z Tatary Jego Mości Pana Stanisława Koniecpolskiego Hetmana Polnego Koronnego na Podolu pod Szymańkowcami w roku 1624, 6 Februarii, wyd. A. Czołowski, „Kwartalnik Historyczny” 1892, R. VI, s. 97–99.
- Horn M., Chronologia i zasięg najazdów tatarskich na ziemie Rzeczypospolitej Polskiej w latach 1600–1647, Białystok 1962, s. 45.
- Korzon T., Dzieje wojen i wojskowości w Polsce. Epoka przedrozbiorowa, T. II, Warszawa–Kraków–Lwów 1923, s. 219.
- Podhorodecki L., Chanat Krymski i jego stosunki z Polską w XV-XVIII w., Warszawa 1987, s. 142–143.
- Podhorodecki L., Stanisław Koniecpolski, Warszawa 1978, s. 117–120.
- Żurkowski S., Żywot Tomasza Zamoyskiego kanclerza wielkiego koronnego, Lwów 1860, s. 93–94.
- Максим Огородник, Остання битва під Шманьківцями, або невідома сторінка Чортківщини // Чортківський Вісник, № 44 (17.11.2017), s. 4.